# سباستيان كونتريرز (لاعب كرة قدم)
سباستيان كونتريرز (بالإسبانية: Sebastián Contreras)‏ هو لاعب كرة قدم أرجنتيني في مركز الوسط، ولد في 5 أبريل 1990 في الأرجنتين. لعب مع ألباسو لوكوموتيف.

## وصلات خارجية
- سباستيان كونتريرز على موقع قاعدة بيانات كرة القدم.إي يو (الإنجليزية)
- سباستيان كونتريرز على موقع Soccerway.com (الإنجليزية)